# Польща на зимових Олімпійських іграх 1964
Польща на зимових Олімпійських іграх 1964 року, які проходили в австрійському місті Іннсбрук, була представлена 51 спортсменом (40 чоловіками та 11 жінками) у 8 видах спорту. Прапороносцем на церемонії відкриття Олімпійських ігор був саночник Єжи Войнар. Польські спортсмени не здобули жодної медалі.

## Біатлон
| Дисципліна                           | Спортсмен             | Час       | Промахів | Відкоректований час | Місце |
| ------------------------------------ | --------------------- | --------- | -------- | ------------------- | ----- |
| 20 км, індивідуальна гонка, чоловіки | Станіслав Стирчула    | 1'32:52.1 | 4        | 1'40:52.1           | 35    |
| 20 км, індивідуальна гонка, чоловіки | Юзеф Гонсеніца Собчак | 1'22:00.6 | 6        | 1'34:00.6           | 20    |
| 20 км, індивідуальна гонка, чоловіки | Станіслав Щепаняк     | 1'27:43.5 | 3        | 1'33:43.5           | 18    |
| 20 км, індивідуальна гонка, чоловіки | Юзеф Рубісь           | 1'22:31.6 | 2        | 1'26:31.6           | 6     |

## Гірськолижний спорт
| Спортсмен                          | Змагання                     | Фінал            | Фінал   | Фінал             | Фінал |
| Спортсмен                          | Змагання                     | Спуск 1          | Спуск 2 | Разом             | Місце |
| ---------------------------------- | ---------------------------- | ---------------- | ------- | ----------------- | ----- |
| Анджей Дерезінський                | швидкісний спуск, чоловіки   |                  |         | 2:35.89           | 49    |
| Анджей Дерезінський                | гігантський слалом, чоловіки |                  |         | дискваліфікований | —     |
| Анджей Дерезінський                | слалом, чоловіки             | 1:18.21          | 1:09.30 | 2:27.51           | 33    |
| Броніслав Тжебуня                  | швидкісний спуск, чоловіки   |                  |         | 2:32.29           | 40    |
| Броніслав Тжебуня                  | гігантський слалом, чоловіки |                  |         | 1:59.82           | 29    |
| Броніслав Тжебуня                  | слалом, чоловіки             | 1:16.27          | 1:06.46 | 2:22.73           | 27    |
| Єжи Война Орлевич                  | швидкісний спуск, чоловіки   |                  |         | 2:25.88           | 24    |
| Єжи Война Орлевич                  | гігантський слалом, чоловіки |                  |         | 2:06.44           | 41    |
| Єжи Война Орлевич                  | слалом, чоловіки             | 1:18.31          | 1:06.68 | 2:24.99           | 30    |
| Марія Гонсеніца-Даніель-Шатковська | швидкісний спуск, жінки      |                  |         | 2:11.75           | 41    |
| Марія Гонсеніца-Даніель-Шатковська | гігантський слалом, жінки    |                  |         | 2:10.20           | 36    |
| Марія Гонсеніца-Даніель-Шатковська | слалом, жінки                | дискваліфікована | —       | —                 | —     |

## Ковзанярський спорт
| Дисципліна    | Спортсмен           | Забіг  | Забіг |
| Дисципліна    | Спортсмен           | Час    | Місце |
| ------------- | ------------------- | ------ | ----- |
| 500 м, жінки  | Гелена Пілейчик     | 50.1   | 23    |
| 500 м, жінки  | Аделайда Мроске     | 49.9   | 22    |
| 500 м, жінки  | Ельвіра Серочинська | 48.8   | 16    |
| 1000 м, жінки | Ельвіра Серочинська | 1:42.1 | 22    |
| 1000 м, жінки | Аделайда Мроске     | 1:41.7 | 21    |
| 1000 м, жінки | Гелена Пілейчик     | 1:39.8 | 15    |
| 1500 м, жінки | Ельвіра Серочинська | 2:39.3 | 26    |
| 1500 м, жінки | Гелена Пілейчик     | 2:38.3 | 25    |
| 1500 м, жінки | Аделайда Мроске     | 2:36.4 | 22    |
| 3000 м, жінки | Гелена Пілейчик     | 5:47.3 | 26    |
| 3000 м, жінки | Аделайда Мроске     | 5:47.1 | 25    |

## Лижне двоборство
| Спортсмен    | Змагання                                 | Стрибок з трампліну | Стрибок з трампліну | Стрибок з трампліну | Стрибок з трампліну | Лижна гонка | Лижна гонка | Лижна гонка | Разом  | Разом |
| Спортсмен    | Змагання                                 | Дистанція 1         | Дистанція 2         | Бали                | Місце               | Час         | Бали        | Місце       | Бали   | Місце |
| ------------ | ---------------------------------------- | ------------------- | ------------------- | ------------------- | ------------------- | ----------- | ----------- | ----------- | ------ | ----- |
| Ервін Фейдор | індивідуальний нормальний трамплін/15 км | 68.0                | 72.0                | 219.1               | 8                   | 54:41.3     | 187.06      | 19          | 406.16 | 14    |

## Лижні перегони
| Дисципліна                    | Спорстмени                                                  | Дистанція         | Дистанція |
| Дисципліна                    | Спорстмени                                                  | Час               | Місце     |
| ----------------------------- | ----------------------------------------------------------- | ----------------- | --------- |
| 15 км, чоловіки               | Юзеф Гут Місяга                                             | 57:27.1           | 45        |
| 15 км, чоловіки               | Тадеуш Янковський                                           | 55:57.2           | 33        |
| 15 км, чоловіки               | Едвард Будни                                                | 55:35.2           | 28        |
| 15 км, чоловіки               | Юзеф Рисула                                                 | 54:09.4           | 21        |
| 30 км, чоловіки               | Генрик Марек                                                | дискваліфікований | –         |
| 30 км, чоловіки               | Тадеуш Янковський                                           | 1'42:34.0         | 40        |
| 30 км, чоловіки               | Альфонс Дорнер                                              | 1'41:31.9         | 35        |
| 30 км, чоловіки               | Юзеф Рисула                                                 | 1'38:29.1         | 24        |
| 4 × 10 км, естафета, чоловіки | Юзеф Гут Місяга Тадеуш Янковський Едвард Будний Юзеф Рисула | 2'27:27.0         | 8         |
| 5 км, жінки                   | Вероніка Будни                                              | 21:07.1           | 27        |
| 5 км, жінки                   | Чеслава Стопка                                              | 20:34.4           | 24        |
| 5 км, жінки                   | Тереза Тжебунія                                             | 20:25.8           | 23        |
| 5 км, жінки                   | Стефанія Бегун                                              | 19:16.0           | 14        |
| 10 км, жінки                  | Тереза Тжебунія                                             | 47:20.3           | 24        |
| 10 км, жінки                  | Чеслава Стопка                                              | 46:57.1           | 23        |
| 10 км, жінки                  | Стефанія Бегун                                              | 44:45.0           | 18        |
| 3 × 5 км, естафета, жінки     | Тереза Тжебунія Чеслава Стопка Стефанія Бегун               | 1'08:55.4         | 7         |

## Санний спорт
| Дисципліни        | Спортсмени                         | Спуск 1      | Спуск 1 | Спуск 2 | Спуск 2 | Спуск 3 | Спуск 3 | Спуск 4 | Спуск 4 | Разом   | Разом |
| Дисципліни        | Спортсмени                         | Час          | Місце   | Час     | Місце   | Час     | Місце   | Час     | Місце   | Час     | Місце |
| ----------------- | ---------------------------------- | ------------ | ------- | ------- | ------- | ------- | ------- | ------- | ------- | ------- | ----- |
| Одинаки, чоловіки | Едвард Фендер                      | не фінішував | –       | –       | –       | –       | –       | –       | –       | –       | –     |
| Одинаки, чоловіки | Єжи Войнар                         | 1:04.47      | 33      | 53.14   | 10      | 1:10.72 | 31      | 1:03.36 | 29      | 4:11.69 | 28    |
| Одинаки, чоловіки | Мечислав Павелкевич                | 54.00        | 14      | 52.70   | 5       | 52.66   | 6       | 53.66   | 10      | 3:33.02 | 6     |
| Одинаки, чоловіки | Люц'ян Кудзя                       | 53.11        | 9       | 55.44   | 21      | 52.36   | 4       | 53.51   | 8       | 3:34.42 | 11    |
| Двійки, чоловіки  | Люц'ян Кудзя Ришард Пендрак-Янович | 51.95        | 6       | 51.82   | 5       |         |         |         |         | 1:43.77 | 5     |
| Двійки, чоловіки  | Едвард Фендер Мечислав Павелкевич  | 52.60        | 9       | 52.53   | 7       |         |         |         |         | 1:45.13 | 7     |
| Одинаки, жінки    | Барбара Горгонь-Флонт              | 54.24        | 9       | 53.01   | 6       | 52.46   | 6       | 53.02   | 5       | 3:32.73 | 5     |
| Одинаки, жінки    | Гелена Махер                       | 53.15        | 6       | 54.50   | 9       | 54.55   | 9       | 53.67   | 8       | 3:35.87 | 8     |
| Одинаки, жінки    | Ірена Павелчик                     | 52.81        | 5       | 52.42   | 4       | 52.47   | 7       | 52.82   | 4       | 3:30.52 | 4     |

## Стрибки з трапліна
| Спортсмен     | Дисципліна          | Стрибок 1 | Стрибок 1 | Стрибок 2 | Стрибок 2 | Разом | Разом |
| Спортсмен     | Дисципліна          | Відстань  | Бали      | Відстань  | Бали      | Бали  | Місце |
| ------------- | ------------------- | --------- | --------- | --------- | --------- | ----- | ----- |
| Ришард Вітке  | нормальний трамплін | 73.5      | 94.5      | 72.0      | 91.6      | 186.1 | 45    |
| Антоні Лацяк  | нормальний трамплін | 72.5      | 95.1      | 74.0      | 99.2      | 194.3 | 34    |
| Пйотр Вала    | нормальний трамплін | 75.0      | 101.1     | 74.0      | 100.9     | 201.0 | 22    |
| Юзеф Пжибила  | нормальний трамплін | 78.0      | 104.5     | 74.0      | 98.7      | 203.2 | 18    |
| Ришард Вітке  | великий трамплін    | 86.0      | 96.4      | 74.0      | 90.9      | 187.3 | 35    |
| Анджей Штольф | великий трамплін    | 85.0      | 96.7      | 79.5      | 99.5      | 196.2 | 26    |
| Юзеф Пжибила  | великий трамплін    | 92.0      | 106.1     | 87.5      | 105.2     | 211.3 | 9     |
| Пйотр Вала    | великий трамплін    | 86.5      | 97.0      | 88.0      | 105.9     | 205.5 | 15    |

## Хокей
Склад команди
|  | Анджей Фонфара Броніслав Гоштила Генрик Ганди Тадеуш іланович Юзеф Курек Герард Лангнер Юзеф Мановський Єжи Огурчик Станіслав Ольчик Влачислав Пабіш Губерт Сітко Августин Скурський Юзеф Стефаняк Анджей Шаль Сильвестер Вільчек Юзеф Вішневський Анджей Журавський |

### Перший раунд
Переможці поєдинків пройшли у групу A, де змагалися за 1-8 місця. Команди, що програли кваліфікаційний матч, продовжили змагання у групі B за 9-16 місця.
| Команда 1 | Рахунок | Команда 2 |
| --------- | ------- | --------- |
| Німеччина | 2–1     | Польща    |

### Втішний раунд
| Місце | Команда   | Pld | W | L | T | GF | GA | Pts |
| ----- | --------- | --- | - | - | - | -- | -- | --- |
| 9     | Польща    | 7   | 6 | 1 | 0 | 40 | 13 | 12  |
| 10    | Норвегія  | 7   | 5 | 2 | 0 | 40 | 19 | 10  |
| 11    | Японія    | 7   | 4 | 2 | 1 | 35 | 31 | 9   |
| 12    | Румунія   | 7   | 3 | 3 | 1 | 31 | 28 | 7   |
| 13    | Австрія   | 7   | 3 | 3 | 1 | 24 | 28 | 7   |
| 14    | Югославія | 7   | 3 | 3 | 1 | 29 | 37 | 7   |
| 15    | Італія    | 7   | 2 | 5 | 0 | 24 | 42 | 4   |
| 16    | Угорщина  | 7   | 0 | 7 | 0 | 14 | 39 | 0   |

- Польща 6-1  Румунія
- Польща 4-2  Норвегія
- Польща 6-2  Угорщина
- Польща 7-0  Італія
- Японія 4-3  Польща
- Польща 9-3  Югославія
- Австрія1-5  Польща